# Existe Tal Pueblo
Existe Tal Pueblo, a veces traducido como Existe Tal Nación (en búlgaro: Има такъв народ, romanizado: Ima takŭv narod), es un partido político populista búlgaro de ideología atrapalotodo establecido por el cantante y presentador de televisión Slavi Trifonov. Autotitulado como un "producto político", el partido lleva el nombre de uno de los álbumes musicales de Trifonov.

## Nombre del partido
Trifonov originalmente intentó crear un partido con el nombre de 'No existe tal Estado' (en búlgaro: Няма такава държава, romanizado: Nyama takava dŭržava) pero la solicitud fue rechazada, lo que hizo que cambiara el nombre a Existe Tal Pueblo.

## Políticas
- Cambio de un sistema de votación de representación proporcional a un sistema de dos vueltas basado en distritos electorales.
- Reducir a la mitad el número de miembros de la Asamblea Nacional (de 240 a 120)
- Permitir el voto electrónico a distancia en las elecciones e implementar elementos de gobierno electrónico
- Sufragio obligatorio
- Introducción de algunos aspectos de la democracia directa, incluidas las elecciones directas de: directores de las direcciones regionales y los jefes de los departamentos regionales del Ministerio del Interior, el fiscal general y el Defensor del Pueblo
- Mayor integración con la Unión Europea

## Resultados electorales

### Asamblea Nacional de Bulgaria
| Año       | Votos        | %     | Resultado | +/- | Gobierno             |
| --------- | ------------ | ----- | --------- | --- | -------------------- |
| Abr. 2021 | 565,014 (#2) | 17.40 | 51/240    |     | Repetición electoral |
| Jul. 2021 | 657,824 (#1) | 24.08 | 65/240    | 14  | Repetición electoral |
| Nov. 2021 | 249,726 (#5) | 9.39  | 25/240    | 40  | Coalición            |
| 2022      | 96,065 (#8)  | 3.70  | 0/240     | 25  | Extraparlamentario   |
| 2023      | 103,971 (#6) | 4.11  | 11/240    | 11  | Oposición            |
| Jun.-2024 | 128.007 (#6) | 5.79  | 16/240    | 5   | Repetición electoral |
| Oct.-2024 | 165.160 (#7) | 6,52  | 18/240    | 2   | Coalición            |